# Coci Michieli
Coci Michieli (Antofagasta, 10 de dezembro de 1915 — Opatija, 23 de agosto de 1967) é um cineasta iugoslavo.